# Черновецький Леонід Михайлович
Леоні́д Миха́йлович Чернове́цький  (нар. 25 листопада 1951, Харків, Українська РСР) — український державний та політичний діяч єврейського походження, підприємець, банкір, співак. Київський міський голова і голова Київської міської ради від 14 квітня 2006 року по 12 липня 2012 року, голова Київської міської державної адміністрації (20 квітня 2006 — 16 листопада 2010).
Президент концерну «Правекс» (1992—1996). Заслужений юрист України, кандидат юридичних наук, почесний працівник прокуратури України. Батько бізнесмена Степана Черновецького.
Один зі співзасновників Партії регіонів.

## Походження
Народився в Харкові. Його батько — єврей. За словами самого Черновецького, його дід Гаврило Гончаров був незаконнонародженим сином рідного брата російського письменника Івана Гончарова — Миколи. 1926 року нібито Гаврила Гончарова «більшовики живим закопали за мішок зерна» в с. Волчно-Бурлінському (нині Крутіхінского р-ну Алтайського краю). Бабусю Л. Черновецького репресували й вислали в Сибір, де вона жила й померла в землянці. Також, за словами Л. Черновецького, його матір у 13 років зґвалтував керівний працівник КДБ.

## Життєпис
Незабаром після народження Леоніда його батьки розлучилися, і хлопчика виховувала мати, Просків'я Гаврилівна, юрист за освітою. Вона віддала малого Леоніда в інтернат. Пізніше його мати вийшла заміж за театрального режисера Азімова, і Л. Черновецький жив із нею та вітчимом. Навчався в середній школі № 36 Харкова, закінчив середню школу № 4 Харкова.
Строкову службу в радянській армії проходив у внутрішніх військах, охороняв «зону» в Дніпропетровській області. Командування частини дало йому направлення на навчання в Харківський юридичний інститут, який він закінчив 1977 року з дипломом з відзнакою.
- 1977—1981 — старший слідчий прокуратури Київської області.
- 1981—1984 — аспірант Харківського юридичного інституту.
- 1984 — отримав ступінь кандидата юридичних наук (тема дисертації — «Методика розслідування розкрадань, скоєних посадовими особами»).
- 1984—1985 — викладач Харківського юридичного інституту.
- 1985—1989 — докторант Київського університету ім. Т.Шевченка, доцент кафедри криміналістики, заступник проректора з наукової роботи.
- 1989 — організував і очолив (генеральний директор) комерційний консультативний і науково-дослідний центр «Правекс» (згодом — концерн «Група Правекс», з якого пізніше виділився банк «Правекс)».
- 1992—1996 — президент концерну «Правекс».
- Квітень 1997 — січень 2000 р. — позаштатний радник Президента України.
- Липень 1997 — листопад 2001 р. — член Вищої економічної ради Президента.
- 16 липня 1997 р. — заснував Всеукраїнський благодійний фонд «Соціальне партнерство».
- 23 грудня 1997 року по вулиці Регенераторній, 4 в Києві відкрив благодійну їдальню «Стефанія» для підтримки соціально незахищених та соціально неблагополучних людей. У жовтні 2000 року при їдальні «Стефанія» відкрили медичний центр для надання першої медичної допомоги таким людям.
- Жовтень 1998 — червень 1999 р. — співголова партії «За красиву Україну».
- Червень 1999 — листопад 2000 р. — голова партії «За красиву Україну».
- З листопада 2000 р. — член президії Партії регіонального відродження «Трудова солідарність України».
- З 2001 р. — президент Асоціації «Київський банківський союз» (2005 року перетворений на Український кредитно-банківський союз[7]).

Народний депутат України 2-го, 3-го, 4-го скликань. У парламенті зберігав лояльність до Президента Леоніда Кучми, з 2002 року переорієнтувався на Віктора Ющенка.
У червні 2002 року відкрив у Києві Реабілітаційний центр «Восток» — другий структурний підрозділ Фонду «Соціальне партнерство».
На президентських виборах 2004 року був кандидатом у Президенти України, набравши 1 % голосів. Під час «Помаранчевої революції» підтримав Віктора Ющенка.
Двічі перемагав на виборах київського міського голови в березні 2006 року й травні 2008 року як лідер блоку Черновецького.
2006 року був обраний міським головою Києва, отримавши 32 % голосів і випередивши Віталія Кличка, який набрав 24 %, і екс-голову Києва О.Омельченка з 21 %. Був також обраний до Верховної Ради за списком блоку «Наша Україна», але відмовився від мандату. У Київраді, крім його власного блоку, до нового міського голови виявилися лояльними також фракції «Нашої України», Соціалістичної партії, Партії регіонів, Блоку Литвина; в опозиції опинилася найбільша фракція — Блоку Юлії Тимошенко.
Лютий 2008 р. — продав італійській групі Intesa Sanpaolo 100 % акцій «Правекс-Банку» за 750 мільйонів доларів. Відтак сума активів київського міського голови за підсумками 2007 року склала 990 млн доларів і, за рейтингом журналу «Фокус», Черновецький посів 22-е місце серед найбагатших людей України.
18 березня 2008 р. — Верховна Рада призначила позачергові вибори міського голови Києва й Київської міської ради (офіційна постанова вийшла 21 березня).
25 травня 2008 р. — офіційно визнаний переможцем на позачергових виборах міського голови Києва з результатом у 38 % голосів виборців.
У січні 2009 року придбав у Вадима Рабиновича футбольний клуб «Арсенал (Київ)».
13 березня 2009 р. — слідча комісія Верховної Ради України звернулася до Міністерства охорони здоров'я з проханням організувати психіатричну експертизу міського голови.
26 березня 2009 р. — заявив про намір балотуватися на пост Президента України на виборах 2010 року, але слова свого не дотримав і балотуватися не став.
16 листопада 2010 р. — знятий з посади голови Київської міської державної адміністрації указом Президента України, який призначив Олександра Попова на цю посаду Після цього Черновецький залишився лише міським головою Києва.
1 грудня 2010 р. — Київрада підтримала ліквідацію «Кращого дому», створеного Черновецьким наприкінці 2008 року для утримання самотніх пенсіонерів, бо за словами секретаря фракції Олексія Давиденка умови проживання в КП «Кращий дім» нічим не відрізнялися від звичайних інтернатів і різниця полягала лише у вартості: один місяць перебування в «Кращому домі» коштував близько 5 тис. ₴, тоді як у звичайних інтернатах — 2,5–3 тис. ₴. До цього посадовців Черновецького звинувачували у тому, що вони всупереч своїм обіцянкам відбирали квартири у пенсіонерів, які потрапляли до «Кращого дому». Рішення про ліквідацію «Кращого дому» набуло чинності 28 грудня 2010 року, коли постанова Київської міськради № 509/5321 була публічно оприлюднена.
6 грудня 2010 року лідер фракції БЮТ у Київраді Т. Мелехова вимагала звільнити Черновецького з посади міського голови та призначити вибори міського голови Києва, а 5 лютого 2011 р. Леонід Черновецький написав заяву про відставку.
Влітку 2011 року ізраїльське видання IzRus повідомило, що Леонід Черновецький і його дружина Аліна Айвазова від 1994 року є громадянами Ізраїлю. Відповідно до інформації, що міститься в базі даних МВС, Леонід Черновецький і його дружина репатріювалися в Ізраїль 5 жовтня 1994 року. За даними на липень 2011 року, Черновецький прописаний на одній з вулиць Північного Тель-Авіва. Черновецький репатріювався в Ізраїль із повним дотриманням «Закону про повернення», бо його батько, Михайло Ілліч Черновецький, мав єврейське коріння. Черновецький балотувався на посаду Президента України (2004), був обраний міським головою (2006) і обіймав посаду депутата ВРУ вже бувши ізраїльським громадянином.
6 грудня 2015 року Леонід Черновецький повідомив на своїй сторінці у «Фейсбук»: що він побудував дім у Грузії, проживає в Грузії вже 5 років та що він вирішив створити партію «За щасливу Грузію».

### Голова Києва
У березні 2006 р. обраний міським головою Києва. Черновецький отримав 32 % голосів виборців. Віталій Кличко, із 24 % посів друге місце, попередник Черновецького Олександр Омельченко, із 21 % голосів отримав третє місце.
На позачергових виборах Київського міського голови 25 травня 2008 року знову обраний Київським міським головою. За нього проголосували 37,72 % виборців, друге місце посів Олександр Турчинов з 19,13 % голосів, а на третьому місці — Віталій Кличко (17,97 % голосів).
1 червня 2012 року написав заяву про відставку. Згідно зі статтею 79 Закону України «Про місцеве самоврядування в Україні», повноваження міського голови припиняються достроково з дня прийняття міською радою рішення, яким береться до відома факт відставки. 12 липня 2012 року депутати Київської міської ради 110 голосами «ЗА» зі 112 зареєстрованих підтримала відставку Київського міського голови Л. М. Черновецького, таким чином в. о. міського голови стає секретар Київської міської ради Галина Федорівна Герега.

### Публічна діяльність
Публічна діяльність Черновецького не обмежується політикою і бізнесом. Леонід Черновецький вважає, що християнська та ліберальна ідеї, захист кожної людини це найважливіше в роботі усіх гілок влади. Його законотворчих проєктів, висунуті в українському парламенті, були спрямовані не тільки на вдосконалення економічної системи, але і стосувалися, перш за все, християнської моралі. Наприклад, він є автором ухваленого 2003 року закону «Про захист суспільної моралі від продукції, що пропагує порнографію».
Серед напрямків діяльності Леоніда Черновецького — благодійність, захист християнської моралі, допомогу в поширенні Біблії.

За власний кошт утримує безплатну, щоденно робочу їдальню в київському районі Дарниця, в якій нужденний може отримати їжу та одяг.
Планував створити в Києві комунальний пенсійний фонд. Програма передбачала забезпечення старості для працівників усіх комунальних підприємств міста — двірників, сантехніків, прибиральників, водіїв.
Великий політичний скандал стався через бійку київського градоначальника з міністром внутрішніх справ Юрієм Луценком. На засіданні Ради національної безпеки і оборони 18 січня 2008 р. Леонід Черновецький заявив, що Луценко вимагав від нього землю в Києві, погрожуючи заарештувати його сина. Наслідком було те, що Луценко публічно вдарив київського міського голову ногою в пах, хоча сам Черновецький заявив, що його вдарили по обличчю.
Леонід Черновецький схильний до екстравагантних вчинків і висловлювань. Після вступу на посаду міського голови Києва, Леонід Черновецький заявив, що перевірить своїх підлеглих на детекторі брехні, звільнить усіх глав райадміністрацій і створить в місті 500 тисяч робочих місць (при тому, що в Києві найнижчий рівень безробіття на Україну). Через кілька місяців він висловився за те, щоб чиновники вітали міського голову стоячи.
У листопаді 2008 року Л. Черновецький висловив ініціативу щодо передачі прав власності самотніх людей похилого віку — киян — у руки Київської міської адміністрації. У Києві працюють близько 15500 соціальних працівників, які обслуговують нужденних дома, ще близько 53000 людей похилого віку, які перебувають на обліку міського управління соціального захисту Київської міської державної адміністрації. Кожен з киян похилого віку володіє квартирою, середня ринкова вартість кожної квартири близько 120000 доларів (у гривнях приблизно 1 мільйон). До міськради було подано проєкт створення комунального підприємства «Кращий дім», до проєкту рішення додавався типовий договір про довічне утримання. Виходячи з цього документа, житлоплоща відчужувача (самотнього пенсіонера — власника квартири), переходить у власність набувача (КП «Кращий дім») у момент підписання договору. В обмін на квартиру, самотній пенсіонер отримує місце в притулку для престарілих. Куратором проєкту і фінансів КП «Кращий дім» повинна була стати дочка міського голови Христина Черновецька. Це підприємство, згідно зі статутом, має можливість відкривати представництва за межами України, що створювало можливість вивезення фінансових коштів з країни.
У грудні 2008 року Черновецький висловився за збільшення комунальних тарифів у елітних будинках (яких, на думку мера, 1,5 тисячі з 10 тисяч) в 10 разів. У грудні 2008 р. Черновецький публічно оголосив, що через зустріч з ним, як і з іншими чиновниками Київської міської адміністрації, бізнесмени повинні будуть платити гроші, і таким чином буде вирішена проблема корупції
Серед інших ініціатив Черновецького щодо збільшення надходжень до бюджету міста наприкінці 2008 — початку 2009 року були:
- Підвищення тарифів на житлово-комунальні послуги в 1,5-3 рази;
- Спроба підвищити тарифи на ЖКП для підприємців і бюджетних організацій;
- Багаторазове підвищення тарифів на проїзд у комунальному транспорті;
- Рішення про введення платної медицини в поліклініках;
- Введення плати за в'їзд до Києва іногородніх автомобілів[36];
- Запровадження спочатку платного входу, а потім тільки в'їзду на територію цвинтарів;
- Спроба монополізувати сферу ритуальних послуг муніципальними структурами при витісненні з неї приватних підприємців;
- Запровадження великих тарифів за ділянку на цвинтарі;
- Намір ввести плату за торгівлю на стихійних ринках;
- Залучення до стягнення боргів за ЖКП колекторських компаній;
- Переселення мешканців, що мають борги за ЖКП, у житло меншої площі;
- Переселення мешканців перших поверхів у квартири на верхні поверхи зі здачею приміщень, що звільнилися в оренду, під офіси та магазини;
- Передача спортивних майданчиків з районної в комунальну власність з подальшою орендою контрольованими міськрадою підприємствами;
- Перепис будинків з великою кількістю супутникових «тарілок» для можливого підвищення тарифів.[37]

Команда міського голови Києва Леоніда Черновецького також навмисно доводила до банкрутства комунальні кладовища. Експерт корпорації стратегічного консалтингу «Гардарика» Костянтин Матвієнко припустив, що таким чином комунальні кладовища готували до приватизації.
У лютому 2009 року опозиція Черновецькому надала розголосу проєкт його постанови, згідно з яким засклені балкони, кондиціонери і супутникові антени вважаються розкішшю, і підлягають обкладенню податком; пропонувалося монополізувати сферу весільної фотографії з можливістю давати в оренду молодятам автомобілі з гаража Київської міськадміністрації і сфотографуватися з міським головою.
Дії Леоніда Черновецького викликали конфлікт з президентом України, Секретаріатом Президента, Кабінетом міністрів України, які своїми постановами скасовували постанови, ініційовані Черновецьким.
У лютому та березні 2009 року недовіру Леоніду Черновецькому висловили відповідно Шевченківська та Святошинська районні ради міста Києва, причому в Шевченківському районі був призначений на травень 2009 року місцевий референдум з висловлення недовіри міському голові.
У червні 2009 року Верховна Рада утворила тимчасову слідчу комісію з розслідування можливих порушень законодавства Київськими міською державною адміністрацією та міськрадою, а також звернулася до президента з пропозицією відсторонити Черновецького від роботи на час роботи комісії. Одночасно Верховна Рада запропонувала президентові скасувати розпорядження Черновецького про призначення своїх заступників.
Черновецький і його команда передала в оренду приватним підприємствам понад сто дитячих садків міста Києва для подальшої реалізації в них комерційних підприємств, незважаючи на формальне збереження профільної діяльності цих дошкільних навчальних закладів. Леонід Черновецький спільно з Київською міською радою (на чолі якого він стояв, як міський голова Києва) виставили на продаж більше десятка посольств та представництва Європейської комісії. Далі, всупереч протесту прокуратури, був виставлений на продаж пам'ятник архітектури і найстаріший дитячий садок столиці «Орлятко» (збудований за проєктом архітектора І.Каракіса у 1930-х рр.) Продаж дитячого саду мала планомірний характер. 25 грудня 2008 р. дитячий сад був переданий з балансу Печерського району на баланс міста (рішення Київради № 939/930), всупереч протесту прокуратури. Рішення увійшло в силу 17 вересня 2009 року на сесії Київради за рішенням міськради від 8 лютого «Про програму приватизації комунального майна територіальної громади Києва на 2007—2010 рр..», прийнятих з голосу. Черновецький заявив: «В інтересах збереження історичного обличчя Києва всі десятки тисяч історичних особняків я готовий виставити на аукціон на продаж на умовах, що фасад будівлі дотримуватиметься. Середина, на ваш розсуд, може бути найсучасніша». Черновецький додав, що через фінансову кризу ціни будуть невеликими, а потім в іншому інтерв'ю заявив, що має намір брати участь у такому аукціоні і купити собі «дещо». З-поміж перших кандидатів на покупку Черновецький назвав саме «Орлятко». На захист дитячого саду встали мало не всім містом спільно з прокурором міста. Зрештою незаконний продаж пам'ятника архітектури була зупинена депутатами та 25 березня 2010 р. Київська міська рада скасувала приватизацію «Орлятка». 15 листопада 2010 року президент України Віктор Янукович звільнив Леоніда Черновецького (указ № 1037/2010) від виконання ним обов'язків голови Київської міської державної адміністрації, призначивши на цю посаду його першого заступника Олександра Попова (указ № 1038/2010). У результаті «Орлятко» залишився дітям, а Леонід Черновецький «вилетів з міськради Києва» (як написали деякі київські газети)), хоча формально міським головою він все ще залишився.
25 листопада Черновецькому виповнилося 59 років. Міський голова в цей день (як і в усі попередні дні після звільнення з посади голови КМДА) в міськраді не з'являвся.
У січні 2009 року Леонід Черновецький придбав у Вадима Рабиновича футбольний клуб Арсенал (Київ).
Ексзаступник голови фракції Блоку Леоніда Черновецького Алла Шлапак висловила думку, що Черновецького, враховуючи його гуманітарні програми допомоги пенсіонерам, вчителям, медикам та іншим групам населення, можна назвати найкращим мером Києва.
Леонід Черновецький належить до числа політиків, які проявляють велику активність у соціальних мережах. Його сторінка в Facebook регулярно оновлюється. Ексмер активно спілкується з користувачами, дає бізнес-поради, висловлюється щодо актуальних подій. Крім того, Черновецький періодично організовує різні інтернет-конкурси, покликані генерувати ідеї щодо виходу з української кризи. Автори найкращих ідей отримують від ексмера чималі грошові винагороди.
6 грудня 2015 року Леонід Черновецький повідомив про своє рішення увійти до політики в Грузії. Він створив свою політичну партію «За щасливу Грузію». Однак 14 травня 2016 року представник партії «За щасливу Грузію» Георгій Кврівішвілі повідомив журналістам про припинення діяльності партії в цілому та особистої політичної діяльності Леоніда Черновецького.
12 вересня 2017 року Служба безпеки України оголосила в розшук колишнього мера Києва Леоніда Черновецького. Зазначено, що колишній мер розшукується СБУ як особа, що переховується від органів прокуратури. Черновецький підозрюється за ч. 2 ст. 364 (зловживання владою або службовим становищем) Кримінального кодексу України.
10 березня 2022, на 15-й день російського вторгнення в Україну, Л. Черновецький заявив, що Росія буцім-то бомбардує виключно військові об'єкти, щоб українські військові не стали «захоплювати Луганськ і Донецьк».

## Благодійність
У 2012 році на базі благодійного фонду «Соціальне партнерство» в Грузії функціонує вже п'ять благодійних програм, розроблених Черновецьким: 1. Програма «Домашня опіка» (надання медичної допомоги та медикаментів нужденним); 2. «Дитячий будинок сімейного типу»; 3. «Допомога багатодітним сім'ям»; 4. Програма «Збір одягу» (система приймання та перерозподілу одягу нужденним людям); 5. Програма «Збір продуктів» (збір харчових продуктів для малозабезпечених) .
Після трагічних подій на Майдані у лютому 2014 року в Україні, Л. М. Черновецький виділив 10 млн гривень сім'ям загиблих. «Чітко усвідомлюю те, що ніякі гроші не можуть компенсувати їм втрату рідних, близьких, коханих, але стояти осторонь не можу!», — заявив тоді Черновецький.

## Популярність
Черновецький став настільки популярний своїми специфічними фразами, що кількість переглядів його інтерв'ю та пресконференцій на сайті Youtube перевищило мільйон. Кількість переглядів «Звернення мєра до виборців» — близько 647,467. Існує безліч відеонарізок з його фразами, а також його виконання пісень «Любимая моя» і «Пісня про рушник».

## Сім'я і особисте життя
Леонід Черновецький був одружений з юристкою мішаного грузинського і вірменського походження Аліною Айвазовою, з якою він познайомився під час навчання в Харківському юридичному інституті.
Друга дружина, з лютого 2012 року — Олена Савчук.
Троє дітей — донька Христина, сини Степан і Гавриїл (3 січня 2014). 7 червня 2014 року Черновецький хрестив Гавриїла в Грузії. Подія привернула велику увагу засобів масової інформації.
Від дочки Крістіни — троє онуків (Леонід, Іван і Аліна), від сина Степана — один, Леонід Черновецький-молодший.
Старший син Черновецького Степан відомий своїм захопленням боксом. За повідомленням низки ЗМІ, Степан Черновецький володіє промоутерською компанією «Еліт боксинг» і періодично проводить боксерські турніри.
У 2013 році семирічний онук Черновецького Леонід став чемпіоном Каталонії з вільної боротьби.
Син Степан, чоловік Христини Черновецької і свояк (чоловік сестри Аліни Айвазової) є депутатами Київради від «Блоку Леоніда Черновецького».
Леоніда Черновецького пов'язують із церквою неохаризмати «Посольство Боже», очолюваною іммігрантом з Нігерії Сандеєм Аделаджею, але сам Черновецький заявляв, що є парафіянином Української православної церкви Московського патріархату.
У травні 2008 року Леонід Черновецький видав книгу «Сповідь мера», яка безкоштовно поширювалася в агітаційних наметах Блоку Леоніда Черновецького на що проходили в той час виборах до міськради і мерію. Наклад книги склав 20 тисяч примірників. Книга поширювалася у великих мережах супермаркетів («на касі») за ціною 30 ₴. 2009 року Леонід Черновецький опублікував другу книгу — «Як стати мільйонером?», видану тиражем 15 тисяч примірників.
Київський градоначальник записав два кліпи — на пісні «Сгорая, плачут свечи [Архівовано 31 липня 2013 у Wayback Machine.]» і «Любимая моя [Архівовано 9 червня 2014 у Wayback Machine.]»; випустив альбом з хітами 1980-х років «Від мера з любов'ю», в якій записав старі ретро та шансон-хіти.
12 липня 2016 року іспанське видання El Mundo повідомило, що правоохоронці затримали сина Леоніда Черновецького Степана в Іспанії. В рамках розслідування діяльності злочинного угруповання, яке займалося відмиванням грошей, всього затримано 11 осіб. Затриманих звинувачують в участі в діяльності злочинної організації, відмиванні грошей, підробці офіційних документів, а також податкових махінаціях. У той же день Леонід Черновецький на своїй сторінці в соціальній мережі Facebook написав, що заперечує затримання правоохоронцями свого сина Степана в Іспанії. 13 липня іспанські ЗМІ опублікували фото затримання сина Леоніда Черновецького Степана. 12 серпня 2016 року Леонід Черновецький заявив про звільнення з-під варти свого сина Степана в Іспанії.

## Цікаві факти
- 26 червня 2006 року Леонід Черновецький заявив, що відмовляється від повної зарплати «…нехай моя зарплата становить 1 ₴ на місяць…»[85]
- Леонід Черновецький широко відомий під прізвиськом «Льоня-Космос». Воно відображає «інопланетність» мера, його дивакуватість, неординарні вчинки і заяви, відірваність від реального життя і незв'язну мову. Прізвисько було дано йому після публічної заяви про намір летіти у космос зі своїм котом.
- Разом з тим сам ексмер не раз заявляв, що негативний образ «аморального політика з психічними розладами» був штучно створений українськими ЗМІ, що належать його опонентам-олігархам[86].
- Кілька разів давав концерти класичних радянських пісень, зокрема, «Мила Моя».
- Цікаво, що на написання другої книги Черновецького надихнув його домашній улюбленець — кіт Яша[87].
- Леонід Черновецький володіє автомобілем ГАЗ-14 («Чайка»), що належав багаторічному керівникові Радянської України Володимиру Щербицькому[88].
- За заявами опонентів, зокрема Юрія Луценка, Черновецький є хронічним наркоманом і курцем марихуани. Багато в чому вони пов'язують це з його неадекватними висловлюваннями.[89]
- Леонід Чернівецький приділяє велику увагу власному фізичному здоров'ю, при цьому неодноразово виконував підтягування на перекладині в прямому ефірі, переконуючи киян у своєму фізичному здоров'ї (психічне здоров'я).[90]
- За даними ГоловКРУ, діяльність Київської міської держадміністрації в період, коли її очолював Л.Черновецький, призвела до втрат матеріальних і фінансових ресурсів столиці на суму 392 млн ₴.[91]
- За весь час при владі Леонід Черновецький не підписав «живою» ручкою жодного документа. Всі підписи стоять або з факсиміле, або через трафарет[92].
- У 2009 році харківське видавництво «Фоліо» в рамках серії «Знамениті українці» випустило книгу про Леоніда Черновецького[93].
- 1 липня 2011 Шевченківський райсуд Києва задовольнив позов Черновецького до видавництва «Економіка» і журналіста Федора Орищука. Суд визнав викладені в статті відомості, що «кожен десятий об'єкт в Києві за останні чотири роки було продано через „конвертаційні центри“ компаніям, підконтрольним „молодій команді“ Черновецького», недостовірними.[94]
- 1 червня 2012 Печерський суд Києва зобов'язав Віталія Кличка, спростувати недостовірну інформацію, що «мер Черновецький, який вкрав 70 мільярдів, подорожує за кордоном».[95]
- 11 липня 2017 року Печерський райсуд Києва визнав недостовірними окремі висловлювання Карла Волоха в статті «Черновецький не купить грузинський парламент за гречку».[96]
- У квітні 2018 року інформаційним порталом «Інформатор» була опублікована недостовірна інформація: «У 2002 році Черновецький зі сцени закликав парафіян продавати свої квартири і передавати гроші пастору, щоб профінансувати передвиборчі кампанії представників секти». У ході розгляду було виявлено, що Черновецький ніколи не закликав ні парафіян, ні будь-кого іншого «продавати квартири» і «фінансувати передвиборчі кампанії». Між двома сторонами було укладено угоду про врегулювання дифамаційного спору.[97]

## Кримінальні переслідування
Підозрюється в незаконному будівництві вертолітного майданчика на Парковій дорозі в Києві (ч. 2 ст. 364 КК України). 25 липня 2017 року Генеральна прокуратура України отримала дозвіл суду на затримання Черновецького з метою приводу для участі в розгляді клопотання про застосування запобіжного заходу у вигляді утримання під вартою. Ухиляється від слідства, його місцеперебування не відомо. У вересні 2017 року оголошено в розшук.

## Цитати
Ніяка прокуратура мені не страшна. 

## Нагороди
- Орден князя Ярослава Мудрого V ст. (19 серпня 2008) — за значний особистий внесок у соціально-економічний, культурний розвиток Української держави, вагомі трудові досягнення та з нагоди 17-ї річниці незалежності України[101]
- Орден «За заслуги» III ст. (23 серпня 2005) — за значний особистий внесок у соціально-економічний, науковий та культурний розвиток України, вагомі трудові здобутки та активну громадську діяльність[102]
- Заслужений юрист України (4 жовтня 1997) — за вагомі заслуги у зміцненні законності і правопорядку, високий професіоналізм[103]
- Командор ордена Трьох зірок (Латвія, 19 червня 2008 року[104]
- Орден Честі (Грузія, 2007)[105]